# Université Nice-Sophia-Antipolis
Cet article concerne l'université Nice-Sophia-Antipolis (1965-2019). Pour l'université Côte d'Azur créée en 2019, voir Université Côte d'Azur.
L’université Nice-Sophia-Antipolis (UNS, anciennement UNSA) est une université française pluridisciplinaire, créée en 1965 et dissoute fin 2019 au sein de l'université Côte-d'Azur.
L'université est implantée à Nice et dans le département des Alpes-Maritimes. Elle accueille près de 30 000 étudiants, dont environ 20 % d'étudiants internationaux, répartis sur plusieurs campus et unités de formation et de recherche (UFR). Elle compte un peu plus de 1 500 enseignants, enseignants-chercheurs et moniteurs.
L'université Nice-Sophia-Antipolis est composée de sept UFR, 3 instituts (IAE Nice Graduate School of Management, ISEM Graduate School of Business & Economics, et l'Institut universitaire de technologie de Nice), et 2 écoles (Polytech Nice Sophia, École Supérieure du Professorat et de l'Éducation). Depuis novembre 2008, l'Observatoire de la Côte d'Azur lui est rattaché. Elle est un des membres fondateurs de l'université Côte d'Azur (UniCA), qui a été retenue comme initiative d'excellence (IDEX), et de la Coordination des universités de recherche intensive françaises.
Elle est dissoute fin 2019 pour être fusionnée avec d'autres établissements dans la nouvelle université Côte d'Azur qui se substitue à eux le 1er janvier 2020.

## Histoire

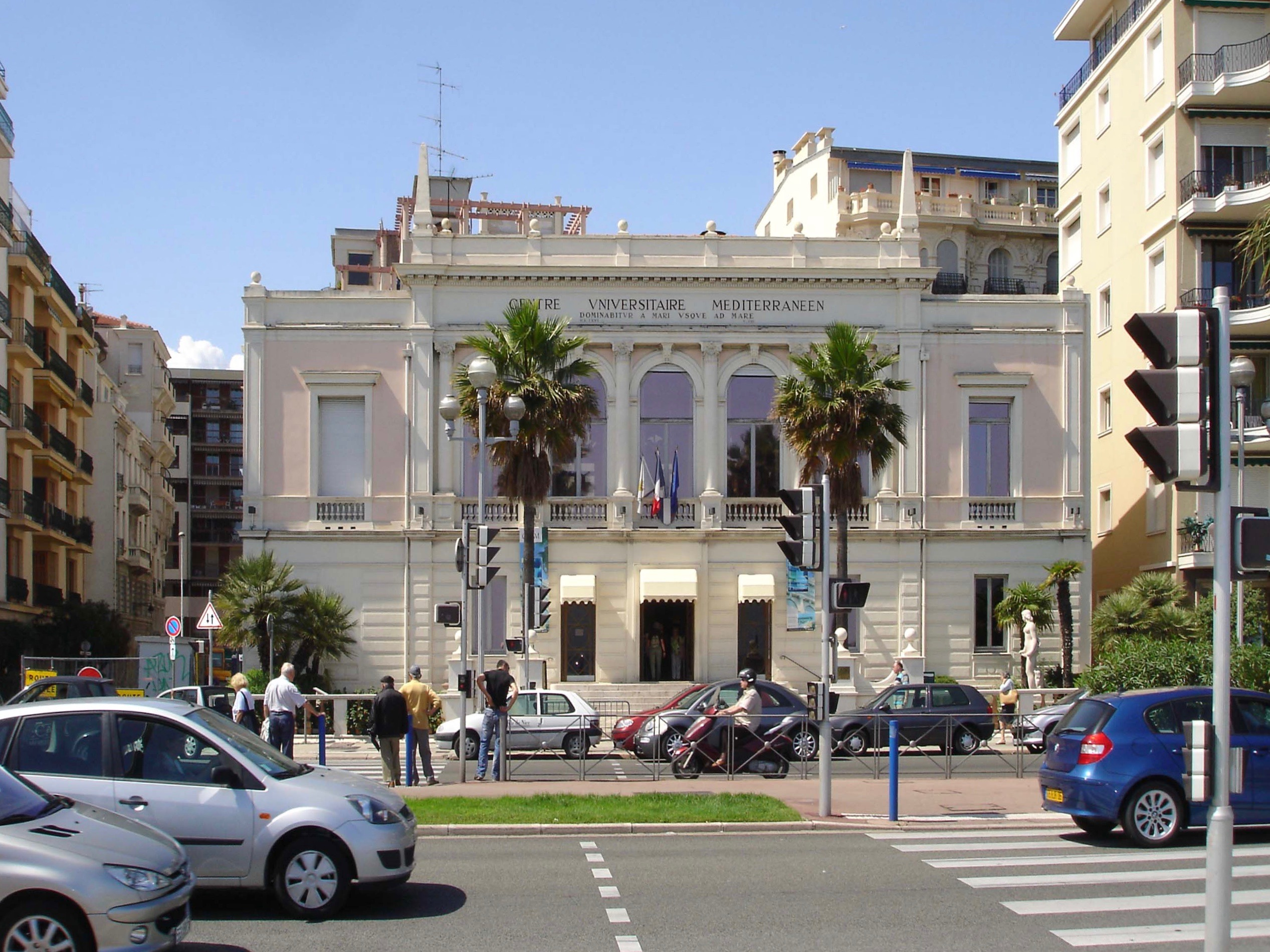
Le Centre universitaire méditerranéen.

L'enseignement supérieur apparaît à Nice au XVIIe siècle. Un collège de jurisconsultes, le Collegium jurisconsultorum niciensium, est créé en 1639 par les ducs de Savoie. Une école de médecine est également fondée à cette époque.
La vocation universitaire de la ville s’affirme ensuite au début du XXe siècle, grâce aux efforts d’universitaires comme Louis Trotabas ou Maurice Mignon qui créent, en 1933, le Centre universitaire méditerranéen (CUM), avec l’aide des collectivités locales et notamment de la mairie de Nice, dirigée par Jean Médecin. Son premier administrateur est Paul Valéry. Un Institut d'études juridiques en 1938, un Institut d'études littéraires en 1941 et un Institut d'études scientifiques en 1945 sont ensuite fondés. Une faculté de droit et de sciences économiques, rattachée à l’université d'Aix-Marseille, est implantée en 1962.
L'université de Nice est constituée en 1965. Elle est alors composée par les facultés de lettres, de sciences, et de droit et sciences économiques. En 1968, ces trois facultés sont implantées sur leurs campus actuels. C'est en 1989 que l'université prend le nom d'université de Nice Sophia Antipolis, en référence à la technopole voisine. Le siège de l'université est établi, depuis 1965, dans le parc et le château de Valrose.
L’université est autonome depuis le 1er janvier 2010. En janvier 2016, l'université obtient le label "initiative d'excellence" (IDEX) via le projet d'association Université Côte d'Azur JEDI (Joint, Excellent & Dynamic Initiative).
En 2015, l'université prend part à la création d'une communauté d'universités et établissements dénommée ComUE Université Côte d'Azur.
En 2017, sa présidente Frédérique Vidal est nommée ministre de l'Enseignement supérieur, de la Recherche et de l'Innovation.
Un décret du 25 juillet 2019 crée l'université Côte d'Azur qui remplace l'université de Nice et la ComUE Université Côte d'Azur à partir du 1er janvier 2020.

## Administration

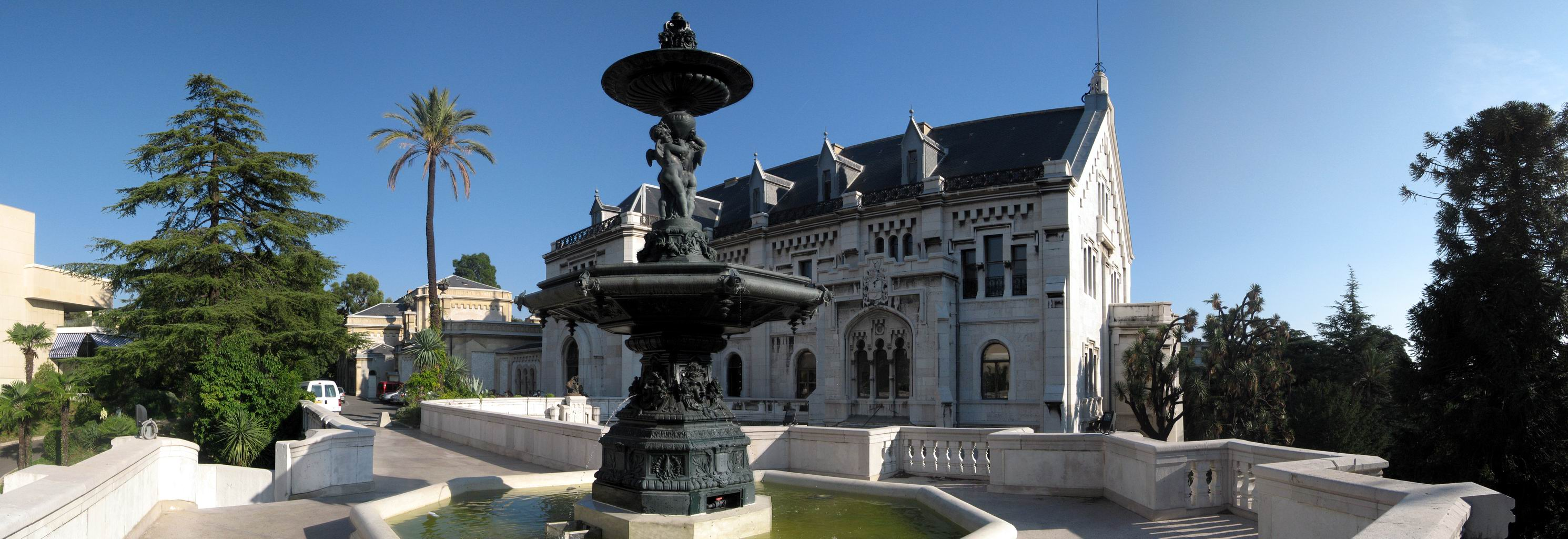
Le grand château de Valrose, siège de l'université.

### Dotation et budget
Depuis le 1er janvier 2010, l'université est autonome comme plus de la moitié des universités françaises. Elle gère donc elle-même ses ressources humaines et reçoit une enveloppe budgétaire de l'État de 170 millions d'euros par an pour la masse salariale de 2 280 personnes. Cette dotation s'ajoute aux 40 à 50 millions d'euros données par l'État à l'université chaque année. Une fondation universitaire nommée Unice a été créée en 2010 pour pouvoir récolter de nouveaux fonds,.
En 2009, l'université disposait de 243,1 millions d'euros selon les données prévisionnelles. Ces moyens provenaient essentiellement de financements publics (227,1 millions d'euros soit 93,4 % du total). Les droits d'inscription rapportaient 4,6 millions d'euros et les recettes liées à la taxe d'apprentissage 1,4 million d'euros.

### Présidences
Depuis la création de l'université en 1965, les présidents suivants se sont succédé :
| Identité                               | Période           | Période          | Durée                      |
| Identité                               | Début             | Fin              | Durée                      |
| -------------------------------------- | ----------------- | ---------------- | -------------------------- |
| Jean-Claude Dischamps (d) (né en 1932) | 8 janvier 1971    | 31 octobre 1974  | 3 ans, 9 mois et 23 jours  |
| Jean Touscoz (d) (1935 - 2012)         | 1er novembre 1974 | 31 octobre 1979  | 4 ans, 11 mois et 30 jours |
| Marcel Azzaro (d) (1931 - 2023)        | 1er novembre 1979 | 30 avril 1989    | 9 ans, 5 mois et 29 jours  |
| Michel Bornancin (d) (né en 1939)      | 1er mai 1989      | 30 avril 1994    | 4 ans, 11 mois et 29 jours |
| Jean-Pierre Laheurte (d) (né en 1943)  | 1er mai 1994      | 30 avril 1999    | 4 ans, 11 mois et 29 jours |
| Geneviève Gourdet (d) (née en 1944)    | 1er mai 1999      | 30 avril 2004    | 4 ans, 11 mois et 29 jours |
| Albert Marouani (d) (né en 1943)       | 1er mai 2004      | 19 avril 2012    | 7 ans, 11 mois et 18 jours |
| Frédérique Vidal (née en 1964)         | avril 2012        | 17 mai 2017      | 5 ans et 1 mois            |
| Emmanuel Tric (d)                      | 28 juin 2017      | 31 décembre 2019 | 2 ans, 6 mois et 3 jours   |

## Composantes
L'université est structurée conformément au code de l'éducation qui fixe l’organisation légale des universités en France. Pluridisciplinaire, elle dispose de neuf unités de formation et de recherche (UFR), trois instituts, deux écoles, ainsi que onze services communs. Elle regroupe environ 1 300 enseignants, enseignants-chercheurs et moniteurs.

### Structures d'enseignement

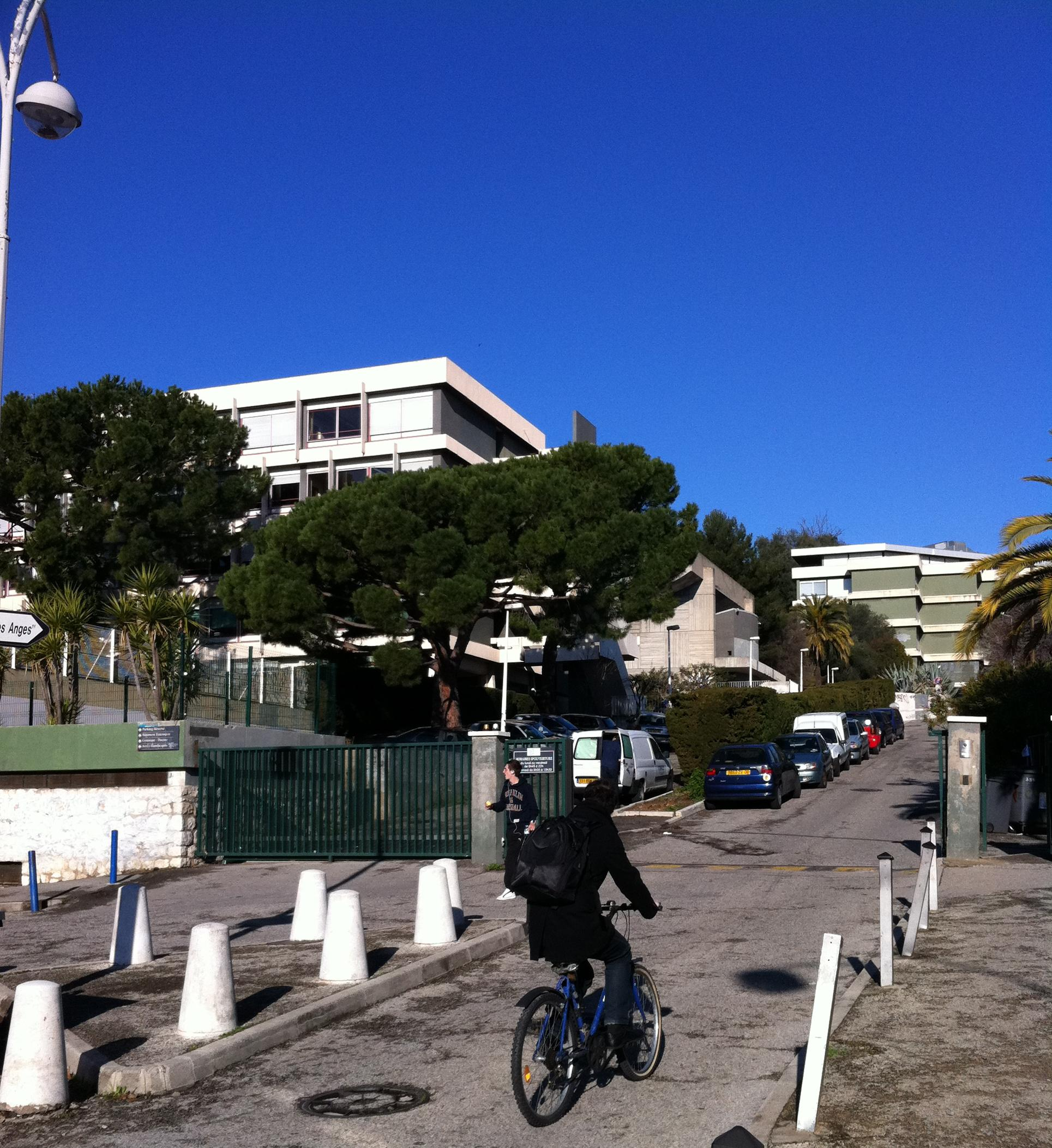
La faculté des lettres.

Les formations en sciences sont principalement assurées par sept départements de formation au sein de l'UFR Sciences, dénommée « faculté des sciences ». On trouve les départements de chimie, d'électronique, d'informatique, de mathématiques, de physique, de sciences de la vie, et de « Terre, environnement, espace ». Cette UFR accueille en 2010, 3 815 étudiants soit 14,6 % de l'effectif total. Par ailleurs, il existe au sein de l'université une école d'ingénieurs, Polytech'Nice-Sophia, ainsi que l'Institut universitaire de technologie de Nice. La formation en médecine est assurée par la faculté de médecine qui compte 3 182 étudiants en 2010. Il existe aussi une UFR d'odontologie, dénommée faculté de chirurgie dentaire, composée de neuf départements de formation et sous-sections.
Les formations en lettres et sciences humaines sont assurées par les départements de formation de l'UFR Lettres, arts et sciences humaines (LASH), dénommée « faculté des Lettres, Arts et Sciences humaines ». Celle-ci accueille en 2010, 5 709 étudiants soit 21,8 % de l'effectif total. Dans le domaine des arts, lettres et langues, treize départements existent : langues étrangères appliquées, langue d'Oc, italien, russe, allemand, arabe, anglais, chinois, espagnol, grec moderne, hébreu, portugais, et français langue étrangère et seconde. Il existe également un Institut universitaire des langues chargé d'organiser les enseignements en langues pour les étudiants spécialistes d'autres disciplines. Dans le domaine des sciences humaines et sociales, on trouve les départements d'histoire, de philosophie, de psychologie, de sociologie-ethnologie, d'informatique, et un département interdisciplinaire « Études culturelles : dynamiques des sociétés contemporaines ». Le domaine des lettres est composé de trois départements : lettres classiques, lettres modernes, et sciences du langage. Enfin, les arts regroupent les départements de danse, de musique, de théâtre. Il existe également un département de la communication. Les formations en géographie dépendent de la faculté « Espaces et cultures » et de son département de « Géographie, aménagement et environnement durables ». Les formations en Histoire de l'Art dépendent du Département d'Histoire.
Les formations en droit et en science politique sont assurées par les deux départements de la faculté de droit et de science politique. Cette faculté compte 3 405 étudiants en 2010 soit 13 % de l'effectif global. Il existe également l'Institut du droit de la paix et du développement. Les formations en sciences économiques et en gestion ont lieu à l'Institut supérieur d'économie et de management qui accueille en 2010, 2 333 étudiants (8,9 %). Créé à la rentrée 2010, ce pôle est le fruit d'une idée de l'université pour valoriser sa position nationale dans la formation des étudiants en économie et management. Par ailleurs, il existe aussi l'Institut d'administration des entreprises de Nice qui fait office d'« école de commerce » de l'université, présent sur le même site.
Les formations en sciences et techniques des activités physiques et sportives (STAPS) sont assurées par la « faculté des sciences du sport » depuis 1978. À la rentrée 2010, 869 étudiants y sont inscrits.
Enfin, la formation des enseignants et futurs enseignants est assurée par l'École supérieure du professorat et de l'éducation Célestin Freinet, dans lequel sont inscrites 733 personnes en 2010.

### Écoles doctorales
L'université compte cinq écoles doctorales :
- Sciences fondamentales et appliquées.
- Sciences et technologies de l'information et de la communication.
- Sciences de la vie et de la santé.
- Lettres, sciences humaines et sociales.
- Droit, économie, sciences politiques et gestion

En 2009, 213 thèses ont été soutenues.

### Services communs
L'université dispose de douze services communs : 
- le service commun de documentation (SCB/BU) a pour missions de faciliter l'accès à la documentation nécessaire à l'enseignement et à la recherche, de coordonner les politiques d'achats documentaires de l'université, et de former aux méthodologies documentaires ; il regroupe les sept bibliothèques universitaires (droit, lettres, médecine, sciences, EPU Sophia, Saint-Jean d'Angély et STAPS), la bibliothèque de mathématiques, celle de Passiflores et la bibliothèque commune MSH-BU ;
- le service universitaire des activités physiques et sportives (SUAPS) a pour missions d'organiser des pratiques physiques et des animations sportives pour les étudiants et les personnels de l'université, d'accueillir et de valider l'inscription des étudiants et personnels de l'université, et de gérer les installations sportives universitaires (une piscine, trois gymnases, six salles spécialisées et onze courts de tennis) ;
- le service commun du système d'information (DSI) est chargé des ressources informatiques ;
- le service universitaire de médecine préventive et de promotion de la santé (SUMPPS) est chargé des visites médicales des étudiants et de l'organisation de missions de prévention envers les étudiants ;
- le service d'orientation, d'observation et d'insertion professionnelle (SCOOIP) est chargé de l'orientation et de l'insertion professionnelle des étudiants ;
- Accueil et service de l'université pour les relations avec les entreprises formation (ASURE Formation) est chargé de l'accueil, de l'information et du conseil pour les demandeurs individuels de formation ou de validation, jeunes ou adultes, salariés ou personnes en réorientation professionnelle ; il aide également au financement de projet individuel de formation ou d'accès à un diplôme, en corrélation avec une finalité professionnelle ;
- le collège des études doctorales (CED) s'occupe des doctorants ;
- l'institut culture science (ICS) Alhazen est chargé de la mise en place d'un enseignement culturel des sciences ;
- l'institut universitaire des langues (IUL) organise des cours de langue vivante pour les étudiants spécialistes d'autres disciplines et des cours de langue, littérature et civilisation françaises pour les étrangers ;
- le service environnement de développement durable (EDD) a pour but de développer et d'encourager des actions relevant de la thématique environnement et développement durable ;
- l'institut des sciences humaines et sociales de Nice (ISHSN) a pour but de favoriser le développement de recherches communes multidisciplinaires en sciences humaines et sociales ;
- l'institut Ulysse est une haute école internationale en tourisme, hôtellerie-restauration et gastronomie.

## Implantations

### Campus

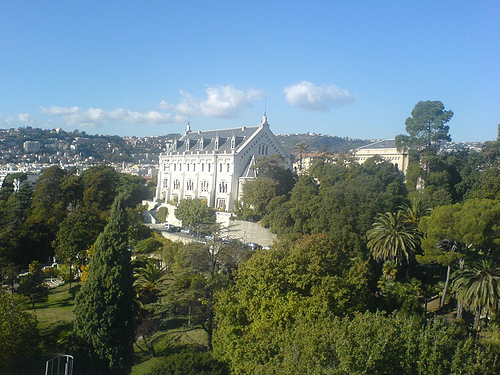
Le campus Valrose.

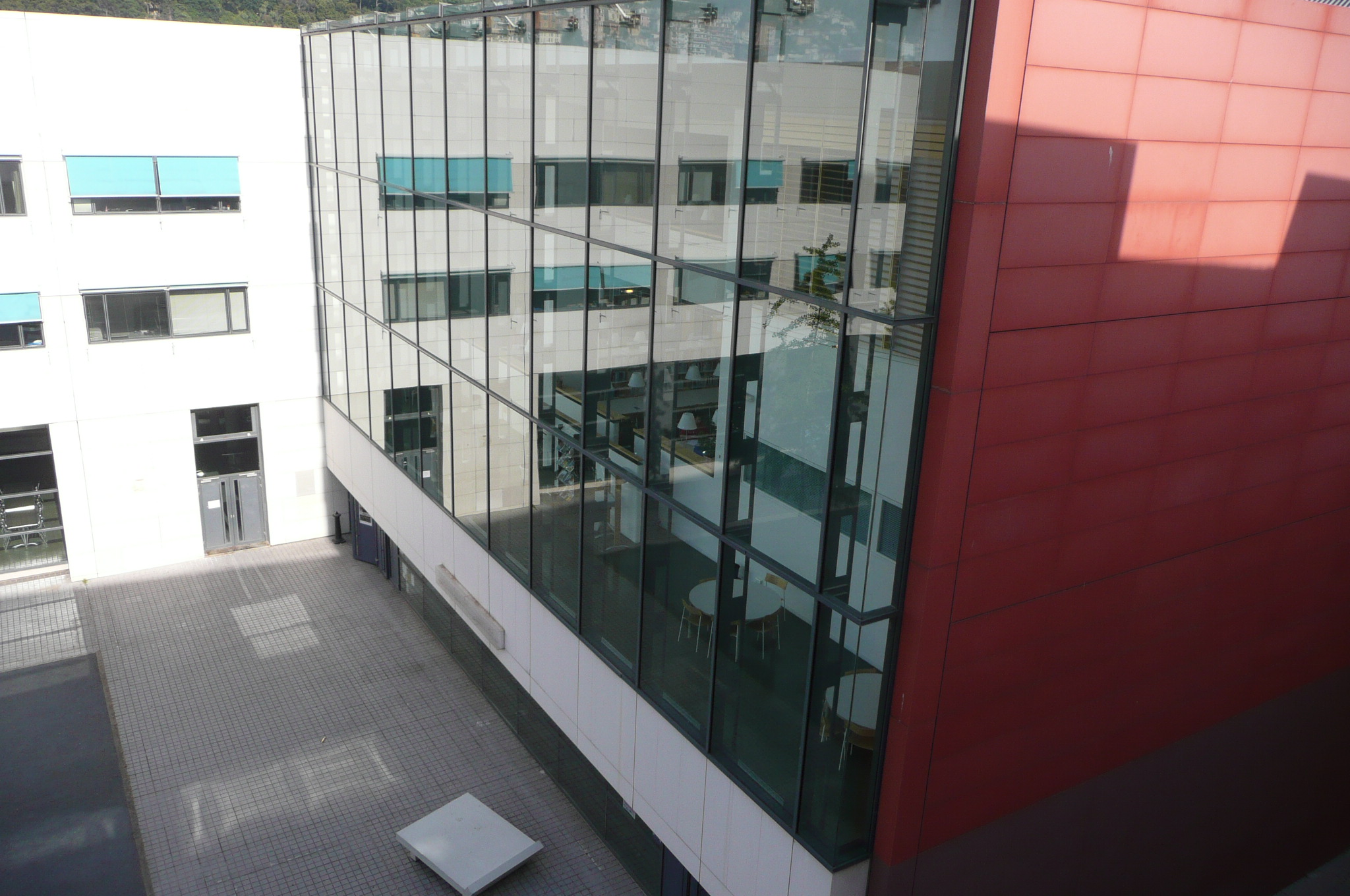
L'un des bâtiments du campus Saint-Jean d'Angély.

À Nice, l'université compte sept campus, dont deux sont desservis par le tramway.
Le parc de Valrose, appelé « campus Valrose », abrite la faculté des sciences. Il est situé au nord de Nice dans un site classé patrimoine historique, et est desservi par le tramway (arrêt Valrose Université). Il abrite des laboratoires de recherche en sciences fondamentales tels que le laboratoire de mathématiques Jean Dieudonné, le laboratoire en biologie du développement, des laboratoires de physique, de chimie et en sciences de la terre, un laboratoire d'astrophysique lié à l'Observatoire de la Côte d'Azur, etc. Le campus Valrose abrite également une bibliothèque universitaire, un restaurant universitaire et une résidence universitaire. Situé sur le campus, le grand château Valrose abrite le siège de la présidence de l'université.
Le campus Carlone accueille les sections de lettres, arts, sciences humaines et sciences sociales (histoire, sociologie, ethnologie, géographie, langues, philosophie). Construit dans les années 1960, il est caractéristique de l'architecture de cette époque. Il comporte un restaurant, une bibliothèque, des résidences pour étudiants (résidence Baie des Anges) et une piscine couverte. Ce campus est desservi par la ligne de bus no 6.
Le campus Saint-Jean-d'Angély regroupait il y a peu la psychologie et les sciences humaines (histoire, sociologie, ethnologie). Il abrite l'UFR d'odontologie. Construit dans les années 1990, il est desservi par le tramway (arrêt Saint-Jean d'Angély Université). Une Maison des sciences de l'homme (MSH) et une bibliothèque en SHS associée à la MSH sont en cours de construction dans le cadre du contrat de projets État-région 2007-2013. La bibliothèque d'histoire se trouvait auparavant à l'autre bout de la ville, à Carlone. Depuis l'été 2009, le campus héberge l'Institut d'administration des entreprises ainsi que l'Institut supérieur d'économie et de management. Les sciences humaines ont en effet de nouveau déménagé à Carlone. La construction de la bibliothèque SHS est interrompue.
Le campus Louis Trotabas accueille la faculté de droit et science politique, ainsi que l'Institut du droit de la paix et du développement (IDPD) fondé par René-Jean Dupuy. Il est situé sur une colline qui domine la baie des Anges. Il dispose de deux villas, la villa Passiflore et la villa Monique, qui abritent les formations de troisième cycle et l'IDPD. La faculté de droit abrite également une mosaïque de Chagall, Le Message d'Ulysse créée en 1968. À proximité se trouvent un restaurant universitaire, une bibliothèque et la résidence pour les étudiants Les Collinettes.
Le campus Nice-la Plaine accueille la faculté des sciences du sport (STAPS). Ce campus, construit en 1995 et agrandi en 2010, dispose de deux amphithéâtres de 250 places, de vingt salles d'enseignement, d'un espace consacré aux nouvelles technologies, d'une régie vidéo - plateau TV, d'un gymnase, d'une halle pour les sports collectifs (handball, basket-ball, volley-ball), d'une salle de danse et de sports de combat, d'une salle de fitness, d'une cafétéria, d'une bibliothèque et bénéficie de la présence de plusieurs terrains de sports collectifs extérieurs (rugby et football). Il est localisé dans la plaine du Var, au sein du projet Éco-Vallée et de la cité des sports de la communauté urbaine Nice Côte d'Azur.
Le campus Pasteur accueille la faculté de médecine. Situé dans une tour près du CHU Pasteur et du centre anticancéreux Antoine Lacassagne, il abrite des centres de recherche dans le domaine des sciences de la vie et de la santé. Deuxième à l'examen national classant, la faculté de médecine est dotée d'équipements pédagogiques importants et a des relations de coopération avec l'université Harvard (Harvard Medical School) et de nombreuses autres facultés de médecine en Europe et dans le monde.
Le campus Fabron accueille l'IUT de Nice. Situé sur la colline de Fabron, boulevard Napoléon-III, il abrite de nombreux départements.

### Autres implantations
L'université est également présente sur la technopole de Sophia Antipolis au sein d'un campus SophiaTech (ex campus STIC - Sciences et technologies de l'information et de la communication) qui rassemble l'école polytechnique universitaire (Polytech'Nice-Sophia), trois départements d'IUT, des laboratoires de recherche en antennes et télécommunications (LEAT) et en informatique (I3S), l'un des centres de recherche de l'Institut national de recherche en informatique et en automatique (INRIA), et Eurecom.
D'autres laboratoires mixtes Université-CNRS (Unités mixte de recherche) sont également présents sur le site de Sophia Antipolis tels que l'Institut de pharmacologie moléculaire et cellulaire, Géoazur (Sciences de la Terre et de l'Univers), INLN (Physique), GREDEG (droit, économie, gestion), etc. Enfin l'université de Nice-Sophia-Antipolis a des implantations universitaires (départements d'IUT) à Cannes et à Menton. L'université dispose également d'un laboratoire souterrain à bas bruit (LSBB) situé à Rustrel sous le plateau d'Albion ; elle est également implantée à La Seyne-sur-Mer et à Draguignan à travers l'Inspe (ex-IUFM) qui a été intégré à l'université en janvier 2008.
L'IUT possède également des antennes à Cannes et à Menton.

## Enseignements et recherche

### Formations
L'Université Nice-Sophia-Antipolis propose plus de 350 formations diplômantes ou qualifiantes ouvertes en formation initiale et en formation continue mais aussi, pour nombre d’entre eux, en alternance.
L'ouverture internationale et européenne est fréquemment mise en avant avec près de 500 accords internationaux sur tous les continents.

### Partenariats
L'université fait partie de la communauté d'universités et établissements Université Côte d'Azur, créée le 1er mars 2015. Cette communauté est une des deux structures de coopération de la région Provence-Alpes-Côte d'Azur, avec l’association entre les universités d’Aix-Marseille, d’Avignon et de Toulon.
En 2006, l'École normale supérieure de Lyon ouvre un partenariat privilégié avec l'université Nice-Sophia-Antipolis consistant en la mise en place d'un cursus de trois ans, tout d'abord en informatique, puis en mathématiques, s'appuyant sur une troisième année de licence à l'ENS de Lyon suivie de deux années de master à l'université Nice Sophia Antipolis. Ce partenariat pourrait constituer le premier élément de la création d'une antenne de l'ENS de Lyon à Nice-Sophia-Antipolis.
L'université de Nice est membre de la Coordination des universités de recherche intensive françaises (Curif).

### Recherche

#### Équipes de recherche
L'université compte cinquante-cinq unités de recherche dont cinquante-deux sont reconnues par le ministère de l'enseignement supérieur et de la recherche et trois reconnues par l'établissement (URE). Parmi ces unités, on trouve vingt-neuf unités mixtes de recherche (UMR) et vingt équipes d'accueil (EA). Parmi les UMR dans le domaine des sciences exactes, figurent le laboratoire Jean-Alexandre Dieudonné qui compte 94 membres et une quarantaine de doctorants en mathématiques, l'Institut non linéaire de Nice qui est un laboratoire de physique composé de 46 membres et 12 doctorants, le laboratoire de physique de la matière condensée (LPMC) qui comporte 57 membres et 16 doctorants, le laboratoire universitaire d'astrophysique de Nice, rassemblant 36 membres et 10 doctorants, Géosciences Azur et ses 77 membres et 33 doctorants en sciences de la Terre, le laboratoire d'informatique et systèmes de Sophia Antipolis, le laboratoire d'électronique antennes et télécommunications, Interactions plantes-microorganismes et santé végétale, l'Institut biologie du développement et cancer qui regroupe 14 équipes et près de 200 personnes, le laboratoire de chimie des molécules bioactives et des arômes (LCMBA). Ce dernier et le laboratoire de radiochimie, sciences analytiques et environnement (une des équipes d'accueil de l'université) constituent l'Institut de chimie de Nice (ICN). L'université comporte également le centre de recherche sur l'hétéroépitaxie et ses applications, une unité propre de recherche de 37 chercheurs et 7 doctorants. Le laboratoire de zététique de l'université, créé en 1998 par Henri Broch, se consacre à l'étude des phénomènes « paranormaux ».
Dans le domaine des sciences humaines, on trouve le Centre d'étude Préhistoire Antiquité Moyen Âge (CEPAM) qui compte 117 personnes, chercheurs, enseignants-chercheurs et doctorants. Il regroupe des chercheurs travaillant sur la préhistoire, l'histoire et l'environnement, de l'origine de l'homme à la fin du Moyen Âge. Parmi les autres UMR : Études des structures, des processus d'adaptation et des changements des espaces, l'unité de recherche migrations et sociétés, ou encore Bases, Corpus, Langage avec 33 membres et 16 doctorants travaillant sur le langage. La Maison des sciences de l'homme de Nice regroupe les laboratoires travaillant en sciences humaines et sociales. Ses locaux sont installés sur le campus de Saint-Jean-d'Angély. Dans le domaine du droit et de l'économie, il existe le groupement de recherche en économie, droit et gestion.
D'autres organismes participent à la recherche en partenariat ou au sein de l'université : l'Observatoire de la Côte d'Azur, un établissement public créé en 1988 qui accueille des chercheurs et des doctorants, l'Observatoire océanologique de Villefranche-sur-Mer qui regroupe 150 personnes, chercheurs, ingénieurs, techniciens et doctorants. Ce dernier est placé sous la tutelle directe du CNRS et constitue une école interne de l’université Pierre-et-Marie-Curie. L'Institut Robert Hooke de culture scientifique, créé en 2004 au sein de l'université, vise à développer un enseignement « culturel » des sciences et à vulgariser la recherche faite en laboratoires. Il accueille des enseignants-chercheurs, des chercheurs et des enseignants du secondaire pour développer des produits éducatifs à contenu culturel.

#### Scientométrie
De 2006 à 2009, l'université de Nice figure dans la tranche 401-500 du classement académique des universités mondiales établi par l'université Jiao-tong de Shanghai,,. En 2008, selon ce même classement, elle est placée entre la 18e et la 23e place des établissements français d'enseignement supérieur, et la 169e - 210e place des universités européennes. En 2010, l'université progresse en figurant dans la tranche 301-400 au niveau mondial, et 14-18 au niveau national. Elle est classée 311e au « Ranking Web of World Universities » au niveau mondial (troisième place au niveau français) qui a classé 6 000 écoles et universités en fonction du volume et de la qualité de leurs publications électroniques. Par ailleurs, l'université figure à la 467e place en 2008 et 453e place en 2009 au « Performance Ranking of Scientific Papers for World Universities » établi par un organisme taïwanais qui classe les universités en fonction de la performance des articles scientifiques qu'elles publient. En 2013, elle a été classée 17e université de France par le classement de Shanghai.

#### Publications
La Collection d'études médiévales de Nice est publiée par les éditions Brepols.
Les Cahiers de la Méditerranée sont publiés par le Centre de la Méditerranée moderne et contemporaine.

## Vie estudiantine

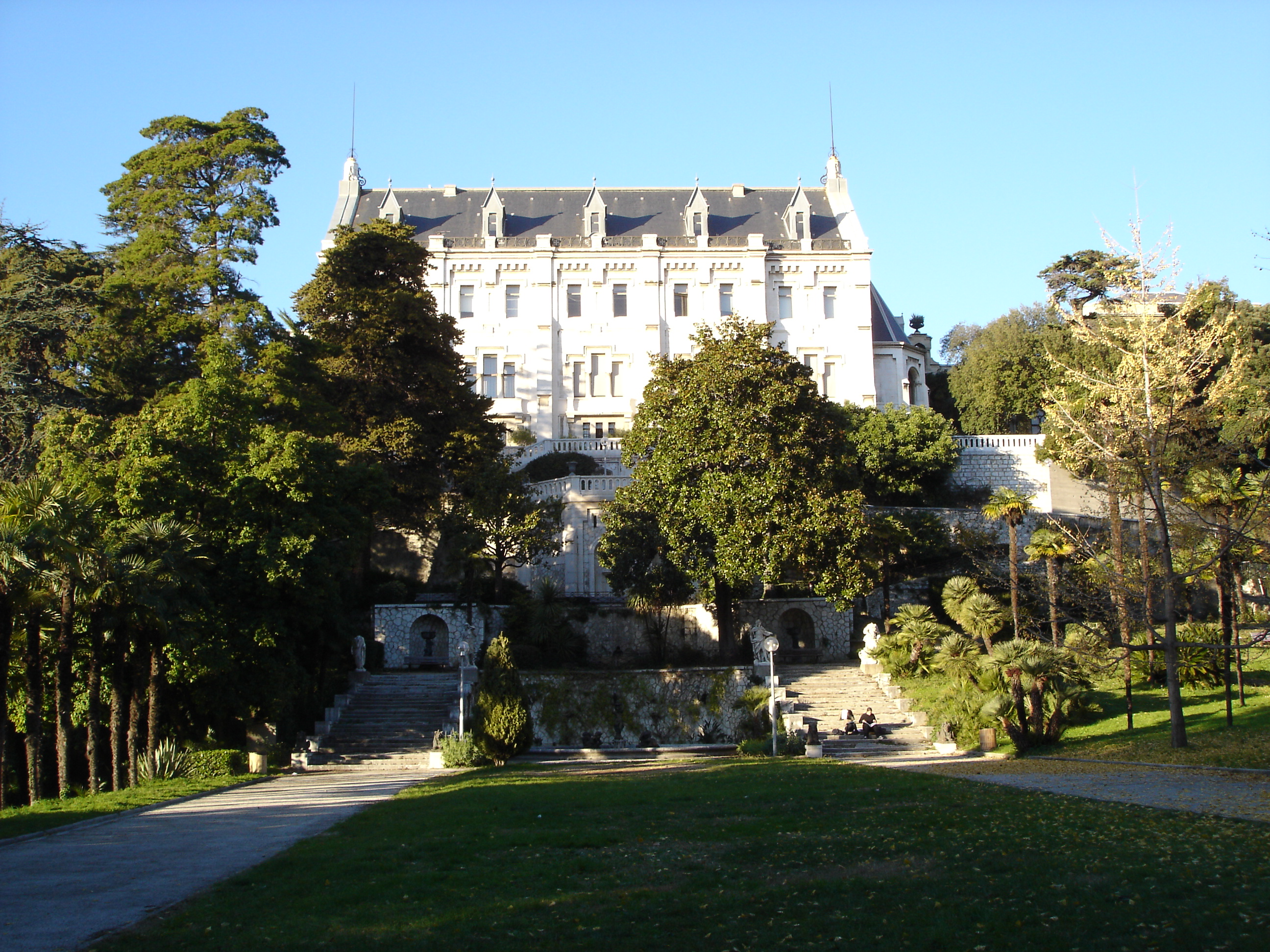
Le campus Valrose.

### Monde associatif
Comme dans toutes les universités françaises, elle possède plusieurs associations (ayant différents buts comme la vie étudiante, le caritatif, etc.), des syndicats étudiants, des bureaux des étudiants, des bureaux des arts et des sports sur chaque campus.

### Village des Sciences
Dans le cadre de la Fête de la Science, chaque année au mois de novembre, le campus Valrose ouvre ses portes au grand public. Plus de 600 m2 de stands, d’ateliers, conférences et d’animations interactives prennent place dans le parc où se rencontrent la communauté scientifique et les citoyens.

### Évolution démographique
| 2000   | 2001   | 2002   | 2003   | 2004   | 2005   | 2006   | 2007   |
| ------ | ------ | ------ | ------ | ------ | ------ | ------ | ------ |
| 26 399 | 25 697 | 26 333 | 26 848 | 26 612 | 25 977 | 24 942 | 23 825 |

| 2008   | 2009   | 2010   | 2011   | 2012   | 2013   | 2014   | 2015   |
| ------ | ------ | ------ | ------ | ------ | ------ | ------ | ------ |
| 25 938 | 26 484 | 26 197 | 25 821 | 25 020 | 26 708 | 27 640 | 29 672 |

| 2016   | 2017   | 2018   | - | - | - | - | - |
| ------ | ------ | ------ | - | - | - | - | - |
| 29 043 | 29 818 | 25 327 | - | - | - | - | - |

## Personnalités liées à l'université

### Enseignants
- Pierre-Yves Beaurepaire (histoire moderne)
- Manuela Bertone (littérature italienne)
- Yvan Blot (droit)[59]
- Jacques Blum (mathématiques)
- Henri Bresc (histoire médiévale)
- Henri Broch (science)
- Michel Butor (littérature)
- Paul Castéla (histoire)
- Merieme Chadid (science)
- Daniel Charles (philosophie)
- Hubert Charles (droit)
- Robert Charvin (droit)
- Eugenia Cheng (mathématiques)
- Jean-Marie Cotteret (droit public et sciences politiques)
- Jean Dieudonné (mathématiques)
- Claude Digeon
- René-Jean Dupuy (droit)
- Samia El Mechat (histoire contemporaine)
- Alessio Figalli (mathématiques)
- Fred Forest (information et communication)
- Claude Gaignebet (ethnologie)[60]
- Max Gallo (histoire contemporaine)
- Alain Garrigou (science politique)
- Jean Gautier-Dalché (histoire médiévale)
- Jean Antoine Gili (histoire du cinéma)
- Thierry Goudon (mathématiques)
- Xavier Huetz de Lemps (histoire contemporaine)
- Dominique Janicaud (philosophie)
- Philippe Jansen (histoire médiévale)
- François Labourie (mathématiques)
- Michel Lauwers (histoire médiévale)
- Michel Lazdunski (biochimie), Médaille d'or du CNRS en 2000
- Gilles Lebeau (mathématiques)
- Jean-Marc Lévy-Leblond (physique, philosophie, communication)
- Eduardo Lourenço (philosophie)
- Silvia Marzagalli (histoire moderne)
- Jean-François Mattéi (philosophie)
- Maurice Mignon (littérature italienne)
- Frédéric Monera (droit)
- Susie Morgenstern (anglais)
- André Nouschi (histoire contemporaine)
- Jérôme Palazzolo (anthropologie de la santé, psychologie de la santé)
- Jean-Louis Panicacci (histoire contemporaine)
- Frédéric Pham (mathématiques)
- Francis Pomponi (1939-2021), histoire moderne.
- Mohamed Mahmoud Mohamed Salah (1998-1999), droit.
- Ralph Schor (histoire contemporaine)
- Louis Trotabas (droit)
- Monique Zerner (histoire médiévale)

### Étudiants
| - Jean-Pierre Bacri (comédien). - Raphaël Benoliel (producteur). - William Boyd (écrivain). - Silvia Calvó Armengol (ingénieure et ministre andorrane). - Driss Dahak (haut fonctionnaire marocain). - Laurent Genefort (écrivain). - Sofi Jeannin (directrice de la Maîtrise de Radio France). - Saïd Jaziri (imam tunisien). - Philippe Kahn (fondateur de l'entreprise Borland). - Michèle Laroque (comédienne). - Jean-Marie Gustave Le Clézio (écrivain, prix Nobel de littérature). - Julien Lepers (présentateur de télévision). - Nagui (présentateur de télévision). | - Pierre Mélandri (historien). - Alban Mikoczy (journaliste de télévision). - Mohammed VI (roi du Maroc). - Alaoui Mdarhri Khaoula (Militante Associative Marocaine ). - Guillaume Musso (écrivain). - Omar Ouahmane (grand reporter à France Culture). - Daniel Pennac (écrivain). - Patrick Raynal (écrivain). - Joann Sfar (auteur, cinéaste) - Norbert Turini (évêque). - Yukiya Amano (directeur de l'Agence internationale de l'énergie atomique). - Zeine Ould Zeidane (ancien premier ministre de Mauritanie). - Bertrand Chameroy (animateur de télévision). - Aminata Diaw Cissé, philosophe sénégalaise. |

### Docteurshonoris causa
- Albert II de Monaco[63]
- José Manuel Durão Barroso
- Boutros Boutros-Ghali[64]
- Nicolae Ceaușescu[64]
- Heisuke Hironaka
- Oliver Williamson[64]
- Ilya Prigogine[65]